# Naticarius stercusmuscarum
Espèce
Naticarius stercusmuscarum est une espèce de mollusques gastéropodes de la famille des Naticidae.

## Systématique
Le nom valide complet (avec auteur) de ce taxon est Naticarius stercusmuscarum (Gmelin, 1791).
L'espèce a été initialement classée dans le genre Nerita sous le protonyme Nerita stercusmuscarum Gmelin, 1791.
Naticarius stercusmuscarum a pour synonymes :
- Cochlis stercusmuscarum (Gmelin, 1791)
- Nacca punctata Risso, 1826
- Natica millepunctata Lamarck, 1822
- Natica sanguinolenta Brusina, 1865
- Natica stercusmuscarum (Gmelin, 1791)
- Naticarius punctatus (Karsten, 1789)
- Nerita punctata Karsten, 1789
- Nerita stercusmuscarum Gmelin, 1791